# Mongolväldet
Mongolväldet (mongoliska: Монголын эзэнт гүрэн Mongol-yn ezent güren), i ryska krönikor ofta horden (ryska: Орда), kallas det mongoliska rike som skapades av Djingis khan år 1206. Det blev år 1279 världshistoriens största sammanhängande imperium som vid sin största utbredning sträckte sig 9700 km och hade en yta på 24 miljoner km². Den beräknade folkmängden var ca 100 miljoner människor. Imperiet bestod av större delen av Asien och stora delar av Östeuropa och under dess styre skedde ett teknologi- och kunskapsutbyte samt långväga handel mellan öst och väst.
Redan direkt efter Djingis khans död började dock tronföljdsdispyter att destabilisera riket. Vid Khubilai khans död år 1294 hade Mongolväldet delats upp i fyra oberoende efterträdarstater styrda av ättlingar till Djingis khans fyra söner: Gyllene horden i nordväst, Ilkhanatet i sydväst, Tjagataikhanatet i Centralasien och Yuandynastin i öst. Man accepterade nominellt Yuandynastins kejsare som storkhaner av Mongolväldet men någon reell enande centralmakt fanns ej och vid Yuandynastins fall år 1368 försvann även de sista symboliska banden mellan efterträdarstaterna.

## Bakgrund

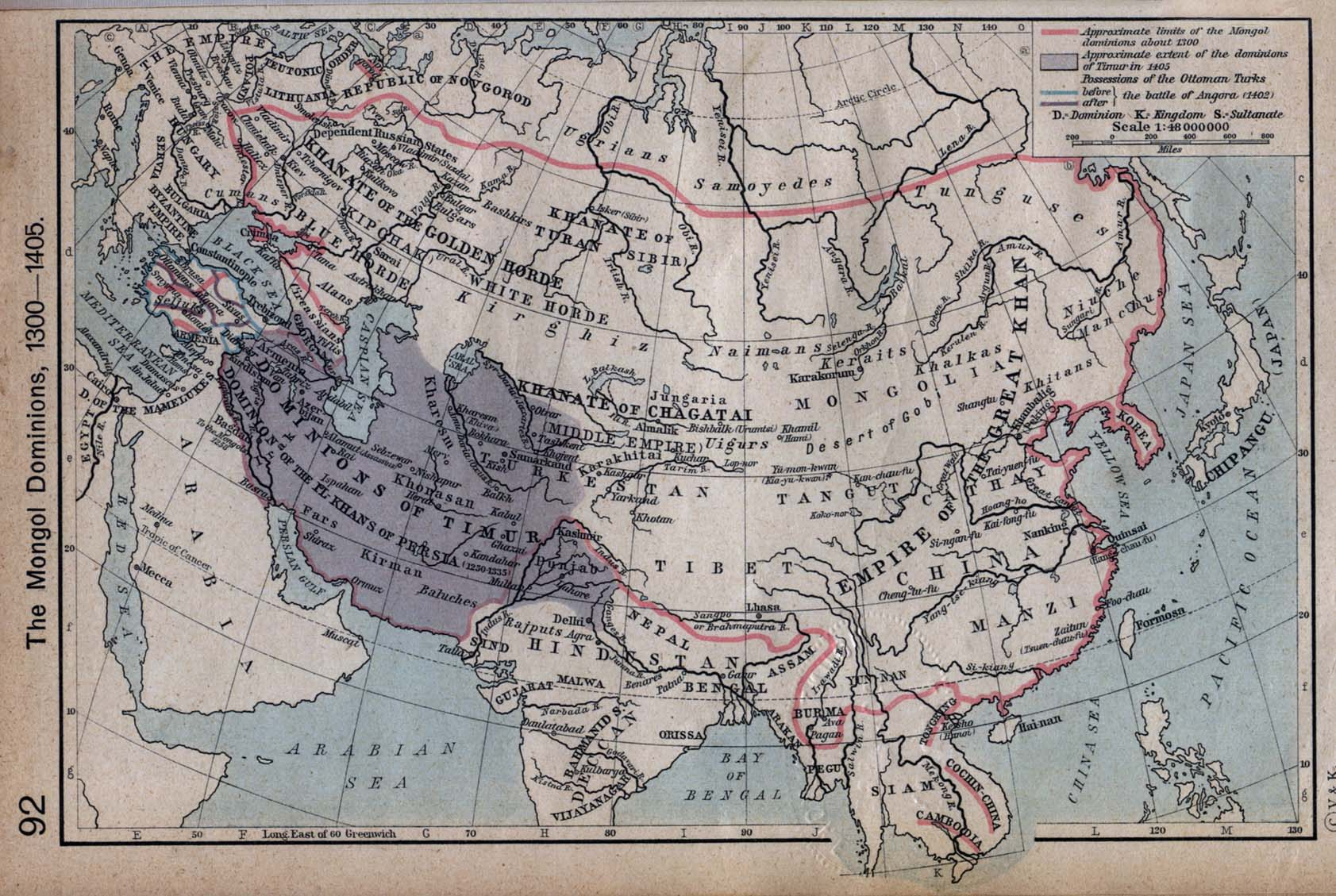
Mongoliska väldets yttersta gräns markerat i rött; det gråa är Timur Lenks rike.

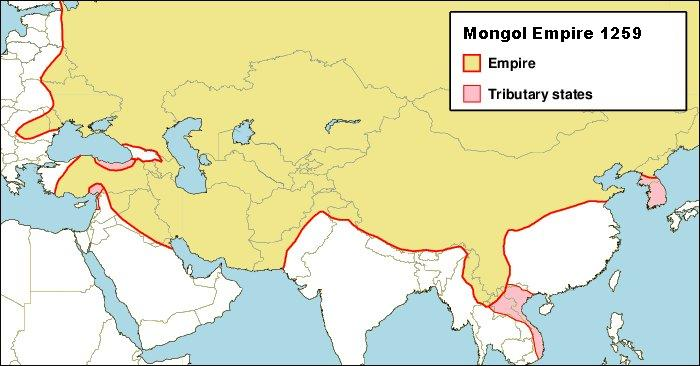
Historisk karta över det mongoliska väldet.

Under 1100-talet bebodde mongolerna och de närbesläktade turkiska folkgrupperna det som nu är Mongoliet, samt delar av Sibirien och nordvästra Kina. Dessa grupper var sedan århundraden och fortfarande i slutet av 1100-talet splittrade i en mängd nomadiserande stammar. Före Djingis khans tid hade det aldrig funnits någon mongolisk statsbildning och de olika stammarna var ofta involverade i blodiga fejder med varandra.

Djingis khan.

Mannen som grundlade det mongoliska världsväldet hette ursprungligen Temüdjin men är mer känd under namnet Djingis khan, vilket han antog år 1206. I slutet av 1100-talet och början av 1200-talet genomförde Temüdjin en rad krigståg där han successivt enade de olika stammarna. År 1206 erkändes han som ledare för alla mongoler och turkiska folkgrupper i regionen (bland annat tatarerna). 

### Det politiska läget i Asien i början av 1200-talet
Vid tiden för Djingis khans enande av mongolerna fanns en rad mäktiga riken i  och Centralasien samt ett flertal mindre. Bland stormakterna återfanns framförallt Jinriket i nordöstra Kina, Songväldet i södra Kina, det muslimska väldet Khwarezm i Persien och sydvästra Centralasien, samt Delhisultanatet i Nordindien och Pakistan. Längre västerut i Asien fanns en rad mindre muslimska stater. Nuvarande Ryssland (europeiska delen) och Ukraina var splittrat i ett flertal furstendömen.

## Första expansionsfasen (1206-1227)
Djingis khan ansåg att hans uppgift i livet var att erövra en så stor del av världen som möjligt. Den första stora militära kampanjen inleddes 1207 och riktades mot Xiariket (det tangutiska riket) i nordvästra Kina; detta underkuvades 1210. Dess härskare fick emellertid sitta kvar som lydkung tills vidare. Jinrikets kejsare hyste inledningsvis förhoppningar om att den nyutnämnde storkhanen skulle lämna tribut till kejsaren och således acceptera en roll som vasall. Denna förhoppning kom helt på skam när Djingis Khan var helt ointresserad av att ha en underordnad ställning gentemot Jinväldets härskare.
År 1211 vände sig Djingis khan söderut mot Jinriket vars huvudstad var Yanjing, nuvarande Peking. Efter ett mycket blodigt krig och en lång belägring av huvudstaden föll den slutligen år 1215 och massaker på invånarna följde. Hur många som dödades vet man inte exakt men Yanjing blev i stort sett totalförstört. Denna brutalitet var något som skulle komma att känneteckna mongolernas krigföring under alla erövringskrig. Djingis khan valde emellertid i regel att skona städer som gav upp utan strid, i annat fall blev de totalförstörda och invånarna slaktades.
Med Yanjing intaget var Jinriket i princip krossat även om det dröjde fram till 1234 innan det var slutgiltigt erövrat. Ytterligare tre år senare behärskade mongolerna ett väldigt område som sträckte sig från Altaj och Tianshenbergen ända bort till Stilla havet. År 1219 invaderade Djingis Khan Khwarezmriket efter att shahen Ala ad-Din Muhammed II låtit avrätta hans sändebud. Med en armé på uppskattningsvis 200 000 man gick mongolerna understödda av bland annat många kinesiska militära experter över Tianshanbergen och inledde ett oerhört blodigt krig mot den största muslimska staten. Under tiden erövrade andra högt uppsatta generaler bland annat Koreahalvön i öst.
Mongolerna var i numerärt underläge men Khwarezmväldet hade inte en chans mot Djingis khans välorganiserade styrkor. Riket blev fullständigt krossat och även om en del muslimska historiker sannolikt överdrev åtminstone en del grymheter står det fullständigt klart att mongolernas krigföring var oerhört brutal och sannolikt dödades miljontals människor. Tidigare blomstrande städer som Samarkand och Buchara blev helt förstörda.
Efter att Khwarezm erövrats trängde mongoliska härar ända fram till Kaukasus i väst och Nordindien i sydost. Allt organiserat motstånd krossades men det ledde inte till slutgiltiga erövringar. Krigstågen i väst blev emellertid en språngbräda för den mongoliska invasionen av Europa på 1230-talet.
År 1225 återvände Djingis Khan till Mongoliet och rikets huvudstad Karakorum. Under ett nytt fälttåg där Xiariket definitivt krossades avled Djingis Khan sommaren 1227. Han var då härskare över ett jätterike som sträckte sig från Volga och Kaspiska havet i väst till Stilla havet i öst.

## Erövringarna fortsätter 1227-1294
Före sin död hade Djingis khan delat upp sitt imperium i fyra delar (khanat, ulus på mongoliska) där hans söner fick var sin del. Ögedei Khan utsågs till Djingis efterträdare som Storkhan (kejsare) och därmed hela väldets överhuvud.
Efter några års uppehåll tog erövringarna under Ögedeis ledning ny fart. År 1234 var Jinriket helt erövrat. I slutet av 1230-talet invaderades Europa. De ryska furstendömena besegrades utan större problem och deras furstar blev tributskyldiga till khanen i Ryssland (Gyllene horden). Därefter invaderade man Polen och Österrike vars arméer tillintetgjordes. Efter Ögödeis död drog man sig tillbaka. Många historiker menar att man mycket väl hade kunnat erövra hela Europa. Andra menar att man aldrig hade för avsikt att gå längre än vad man gjorde.
Efter Ögedeis död utbröt stridigheter i imperiet som för första gången visade upplösningstendenser. Först på 1250-talet stabiliserades den inrikespolitiska situationen. Nya erövringar gjordes i framförallt den muslimska världen. År 1258 föll Bagdad vilket innebar att stora delar av Främre Orienten hamnade under mongoliskt herravälde. Man trängde nästan fram till Egypten innan framfarten stoppades.
År 1260 blev Djingis Khans barnbarn Kublai Khan vald till Storkhan. Kublai Khan styrde imperiet, som nu nådde sin maximala storlek, fram till sin död 1294. På 1280-talet härskade han över ett imperium som sträckte sig från Sibirien i norr till Sydkinesiska havet i söder och från Polen i väst till Stilla havet i öst. De olika khanerna i khanaten som skapats på Djingis Khans order hade visserligen stort självbestämmande men de erkände alla Kublai Khan som imperiets överhuvud.
Kublai Khan flyttade huvudstaden från Karakorum till Peking och grundade 1271 Yuandynastin i Kina. År 1279 erövrades slutligen Songriket i södra Kina och därmed hade för första gången hela Kina erövrats av en främmande makt. Däremot misslyckades man att erövra Japan och Java. Medan Djingis Khan levt ett spartanskt liv fick Kublai Khan som imperiets överhuvud snabbt smak för lyxlivet och han höll sig med ett jättelikt hov i Peking. Han påverkades också mycket av den kinesiska kulturen vilket inte var så populärt hos många mongoler.

## Efter Kublai Khan
Kublai Khan var den siste mongoliske härskaren som erkändes som Storkhan. Efter hans död gick det inte att hålla ihop imperiet, de olika khanaten blev nu helt självständiga riken. I Kina kunde mongolerna behålla makten till 1368 när den siste kejsaren av Yuandynastin flydde upp till det mongoliska kärnområdet i norr. Gyllene horden behöll makten i Ryssland fram till 1480-talet. I Persien och Centralasien förlorade man makten under mitten av 1300-talet eller så splittrades rikena i ännu fler khanat. Det sista khanatet, Krimkhanatet, föll först 1792. Efterhand konverterade också många mongoliska khaner till islam, bland annat Gyllene hordens härskare.
Flera mongoliska härskare skulle dock komma och sprida skräck i Asien seklet som följde. Den mest kände av dessa hette Timur Lenk. Från sin huvudstad Samarkand erövrade han i slutet av 1300-talet stora delar av Centralasien, hela Persien, Afghanistan, Mesopotamien, Syrien, Kaukasus och nordvästra Indien. Delhi föll 1398 och i och nordväst trängde han långt in i Ryssland där Moskva erövrades 1382 och i mitten av 1390-talet föll även Gyllene hordens huvudstad Sarai vid Volga. Timur Lenk invaderade även Mindre Asien där osmanerna tillfogades ett förödande nederlag vid Ankara år 1402. Under ett fälttåg mot Kina avled han dock år 1405.
Timur Lenk var precis som sina föregångare ökänd för sin oerhört brutala krigföring. Men till skillnad från Djingis Khan gjorde han aldrig några allvarligt menade försök att bygga upp en stark statsmakt. Därför splittrades väldet kort efter hans död. Timur Lenk var den siste store mongoliske erövraren men de riken som uppstod efter hans död levde i flera fall kvar lång tid. I norra Kina var fruktan för nya mongolinvasioner påtaglig ända in på 1600-talet och delar av norra Kina var under 1500-talet tidvis under mongoliskt herravälde.
En stor fråga har hos historiker varit vad som var orsakerna till mongolernas grymma krigföring med ett till synes helt meningslöst massvåld mot fienderna, inklusive civila. Ingenting tyder dessutom på att Djingis Khan och hans ättlingar hyste något speciellt hat mot kineser, perser, araber, ryssar, etcetera. Numer menar de flesta forskarna att den grundläggande orsaken till det extrema våldet står att finna i de hårda livsvillkoren på stäppen där brutalt våld mellan de olika stammarna tillhörde vardagen. En till synes ändlös spiral med mord, hämnd, mothämnd, hustrurov, plundring mm hade antagligen som i alla konflikter en förråande inverkan på människorna. Och Temüdjin själv hade personliga erfarenheter av våldet. Hans pappa Yesügei mördades av tatarer och hans farfars farbror Ambakai hade avrättats genom korsfästning. Och Temüdjin själv hade redan som 13-åring mördat sin bror efter att han upptäckt att brodern undanhöll mat från sin svältande familj.
När Djingis Khan enade mongolerna och de turkiska folkgrupperna i regionen försvann möjligheterna till att plundra varandra. Den destruktiva energin måste kanaliseras på andra sätt och många forskare menar att det naturliga var då att man började angripa andra folk och utan tvivel erbjöd de kinesiska staterna och den muslimska världen väldiga möjligheter till plundring. Enligt detta synsätt var med andra ord inte alla erövringskrig resultatet av en medveten imperialistisk politik utan en följd av att lojaliteten från undersåtarna till storkhanen hängde på att dessa hela tiden fick nya möjligheter att plundra och förstöra.

## Orsaker till mongolernas framgångar
Den grundläggande orsaken till att en relativt liten folkgrupp kunde erövra ett så gigantiskt område var organisationen av armén som skapades av Djingis Khan. Disciplinen var järnhård och man var långt mer mobila än de arméer man ställdes mot. Krigsmaskinen var indelad efter decimalprincipen så att varje trupp började med tio man, därefter 100, sedan 1000 och sist 10 000 (kallat tumen av mongolerna). Befordran inom armén/samhället skedde endast på basis av merit (med undantag för Djingis egen familj) vilket innebar att man fick en mycket effektiv krigsmaskin. Hela den manliga mongoliska befolkningen mellan 15 och 65 år som hade hälsan ingick i arméer. Erövrade folk välkomnades in i krigsmaskineriet.
Krigföring mot stora städer som man ofta ställdes mot var visserligen något helt annat än krig på stäpperna men man tog snabbt till sig ny teknik, framför allt från kineserna. Tillsammans gjorde det dem nästan oövervinnerliga. Vidare var såväl Kina som den muslimska och kristna världen splittrat politiskt vilket också underlättade erövringstågen. Först när européerna började lära sig motståndarens taktik kunde de börja ge mongolerna en jämn kamp på slagfältet.

## Mongolväldets eftermäle
Djingis Khan och hans ättlingar är i första hand kända som några av de grymmaste erövrarna världen skådat. Ingen vet hur många människoliv som krävdes under alla erövringståg i Asien och Europa och det är svårt att göra riktigt säkra beräkningar. Vissa historiker uppskattar att Kinas befolkning decimerades med cirka 50 % under 1200-talet. Denna drastiska minskning av befolkningen ska primärt ha orsakats av alla krig mot mongolerna. Stämmer dessa beräkningar betyder det att åtskilliga tiotals miljoner kineser dödades och totalt kanske 40 miljoner dödsoffer i Asien och Europa men det är nästan omöjligt att bekräfta dessa siffror.
Mongolerna hade emellertid även andra sidor. Framförallt hade man en mycket stor tolerans i religiösa frågor. I mongolväldet rådde i princip religionsfrihet vilket stod i skarp kontrast mot förhållandena i Europa. Vidare försågs mongolerna för första gången med ett skriftspråk och riktiga lagar. Dagens mongoler ser generellt inte Djingis Khan som en blodtörstig barbar utan som den man som gav mongolerna en nationell identitet. I länder som Uzbekistan och Afghanistan har befolkningen en liknande syn på Timur Lenk.
Kontakterna mellan Europa och Asien intensifierades under andra hälften av 1200-talet med ett stort uppsving i handeln mellan Europa och fjärran östern. Handelsrutten gick framförallt via den berömda Sidenvägen som blev mycket tryggare på grund av den politiska stabiliteten i den tidigare så politiskt splittrade regionen. Under denna tid besökte den berömde upptäcktsresanden Marco Polo Cathay (européernas dåvarande namn på Kina) och vistades även vid Kublai Khans hov i Peking. Många missionärer från Europa blev också allt aktivare i Asien.

## Synen i dagens Kina på Mongolväldet
I den kinesiska högstadiets läroplan tonas mongolernas invasion av Kina ner, och perioden beskrivs mer som ett förenande mellan Mongoliet och Kina, än som en erövring.